# 拾六町インターチェンジ
拾六町インターチェンジ（じゅうろくちょうインターチェンジ）は、福岡県福岡市西区にある、西九州自動車道のインターチェンジ。出入口が前原方面にしかないハーフICである。このICに料金所はなく、料金は福岡西料金所で支払う。パーキングエリアは福岡西TBの前原側に設置してある。
出口と入口が離れている。

## 接続する道路
- 国道202号

## 周辺
- 生の松原

## 隣
E35 西九州自動車道（福岡前原有料道路）
福重JCT - 拾六町IC - 福岡西料金所 - 今宿IC